# Gabriel Bekiesz
Gabriel Bekiesz, węg. Gábor Bekiesz herbu własnego (ur. ?, zm. 8 listopada 1581 pod Pskowem), dowódca węgierski w służbie Rzeczypospolitej.
Po wyborze Stefana Batorego na króla Polski, przyjechał do Polski wraz z bratem Kasprem, gdzie został dowódcą jazdy. Brał udział w wojnie gdańskiej (1576–1577). Po śmierci swego brata Kaspra został „generałem nad wszystkimi Węgrami”. Poległ 8 listopada 1581 podczas oblężenia Pskowa.